# Бригинцівська сільська рада (Бобровицький район)
Бригинці́вська сільська́ ра́да — адміністративно-територіальна одиниця та орган місцевого самоврядування в Бобровицькому районі Чернігівської області. Адміністративний центр — село Бригинці.

## Загальні відомості
- Населення ради: 326 осіб (станом на 2001 рік)

## Населені пункти
Сільській раді були підпорядковані населені пункти:
- с. Бригинці

## Склад ради
Рада складалася з 12 депутатів та голови.
- Голова ради: Маленко Олена Василівна

### Керівний склад попередніх скликань
| Прізвище, ім'я, по батькові | Основні відомості                                                                       | Дата обрання | Дата звільнення |
| --------------------------- | --------------------------------------------------------------------------------------- | ------------ | --------------- |
| Маленко Олена Василівна     | Сільський голова, 1970 року народження, освіта вища, член Соціалістичної партії України | 26.03.2006   | 31.10.2010      |
| Маленко Олена Василівна     | Сільський голова, 1970 року народження, освіта вища, позапартійна                       | 31.10.2010   |                 |

Примітка: таблиця складена за даними сайту Верховної Ради України

### Депутати
За результатами місцевих виборів 2010 року депутатами ради стали:

#### За суб'єктами висування
| Суб'єкт висування            | Кількість обраних депутатів | %    |
| ---------------------------- | --------------------------- | ---- |
| Самовисування                | 5                           | 41,7 |
| Партія регіонів              | 3                           | 25   |
| Соціалістична партія України | 3                           | 25   |
| Народна партія               | 1                           | 8,3  |

#### За округами
| № округу                     | Прізвище, ім'я, по батькові   | Дата визнання обраним | Освіта  | Партійна приналежність                        | Відомості про обраного депутата                        |
| ---------------------------- | ----------------------------- | --------------------- | ------- | --------------------------------------------- | ------------------------------------------------------ |
| Народна Партія               |                               |                       |         |                                               |                                                        |
| 6                            | Пугач Любов Михайлівна        | 02.11.2010            | вища    | член Народної партії                          | ТОВ «Земля і Воля», комірник                           |
| Партія регіонів              |                               |                       |         |                                               |                                                        |
| 3                            | Новік Алла Михайлівна         | 02.11.2010            | вища    | позапартійна                                  | Бригинцівська загальноосвітня школа І-ІІ ст., вчитель  |
| 5                            | Кунах Микола Григорович       | 02.11.2010            | середня | позапартійний                                 | ТОВ «Земля і Воля», токар                              |
| 7                            | Дьошина Олена Михайлівна      | 02.11.2010            | вища    | член Партії регіонів                          | Бригинцівська загальноосвітня школа І-ІІ ст., директор |
| Соціалістична партія України |                               |                       |         |                                               |                                                        |
| 1                            | Маленко Володимир Миколайович | 02.11.2010            | вища    | позапартійний                                 | ТОВ «Земля і Воля», ветлікар                           |
| 9                            | Калюжна Ніна Миколаївна       | 02.11.2010            | середня | позапартійна                                  | Бригинцівська сільська рада, секретар                  |
| 11                           | Анпілов Анатолій Якович       | 02.11.2010            | середня | член Соціалістичної партії України            | ТОВ «Земля і Воля», свинар                             |
| Самовисування                |                               |                       |         |                                               |                                                        |
| 2                            | Анпілова Валентина Леонідівна | 02.11.2010            | середня | позапартійна                                  | ТОВ «Земля і Воля», завідувач СТФ                      |
| 4                            | Мелащенко Олена Володимирівна | 02.11.2010            | середня | позапартійна                                  | ТОВ «Земля і Воля», кухар                              |
| 8                            | Шкіндель Сергій Григорович    | 02.11.2010            | середня | позапартійний                                 | ТОВ «Дніпронафтопродукти», водій                       |
| 10                           | Пакуліч Ірина Леонідівна      | 10.01.2011            | середня | член Всеукраїнського об'єднання «Батьківщина» | ТОВ «Земля і воля», касир                              |
| 12                           | Лиска Галина Григорівна       | 02.11.2010            | середня | позапартійна                                  | Бригинцівська сільська рада, бухгалтер                 |